# Pure Fucking Armageddon
Pure Fucking Armageddon es un demo de la banda noruega de black metal Mayhem, grabado en 1986. Es la primera grabación de la banda. Algunas fuentes afirman que es Euronymous quien se encarga de las voces, mientras que otras hablan de Necrobutcher. También, se ha llegado a especular que compartían esta labor. El batería, Kjetil Manheim, escribió en su blog en respuesta a un fan que preguntó sobre el tema que fue Necrobutcher el encargado de ello.

## Lista de canciones
| N.º | Título                              | Duración |  |
| 1.  | «Voice Of A Tortured Skull (Intro)» | 2:22     |  |
| 2.  | «Carnage»                           | 4:14     |  |
| 3.  | «Ghoul»                             | 3:31     |  |
| 4.  | «Black Metal (Total Death Version)» | 2:06     |  |
| 5.  | «Pure Fucking Armageddon»           | 2:50     |  |
| 6.  | «Mayhem (Unmixed)»                  | 1:46     |  |
| 7.  | «Ghoul (Unmixed)»                   | 3:43     |  |
| 8.  | «Pure Fucking Armageddon (Unmixed)» | 2:43     |  |
| 9.  | «Carnage (Unmixed)»                 | 4:32     |  |

## Créditos
- Manheim (Kjetil Manheim) - Batería
- Euronymous (Øystein Aarseth) - Guitarra, (voz)
- Necrobutcher (Jørn Stubberud) - Bajo, (voz)